# Oblast Loveč
Oblast Loveč ali Loveška oblast (bolgarsko Област Ловеч, Ловешка област) je ena izmed 28 oblasti v Bolgariji.
Leta 2011 je oblast imela 141.422 prebivalcev na 4128 km² površine. Glavno mesto je Loveč.

## Upravna delitev
Oblast Loveč je razdeljena na 8 občin.
| Občina    | Cirilica        | Prebivalstvo 2011 | Upravno središče | Prebivalstvo 2011 |
| --------- | --------------- | ----------------- | ---------------- | ----------------- |
| Aprilci   | Община Априлци  | 3338              | Aprilci          | 3018              |
| Letnica   | Община Летница  | 3776              | Letnica          | 2665              |
| Loveč     | Община Ловеч    | 9738              | Loveč            | 36.600            |
| Lukovit   | Община Луковит  | 18.125            | Lukovit          | 8964              |
| Teteven   | Община Тетевен  | 21.307            | Teteven          | 9806              |
| Trojan    | Община Троян    | 32.399            | Trojan           | 21.194            |
| Ugarčin   | Община Угърчин  | 6505              | Ugarčin          | 2541              |
| Jablanica | Община Ябланица | 6234              | Jablanica        | 2884              |

## Mesta
Aprilci, Letnica, Loveč, Lukovit, Teteven, Trojan, Ugarčin, Jablanica

## Demografska slika
Razvoj prebivalstva
| 1946    | 1965    | 1985    | 1992    | 2001    | 2011    |
| ------- | ------- | ------- | ------- | ------- | ------- |
| 217.203 | 217.342 | 202.968 | 190.262 | 169.951 | 141.422 |